# Поопо
Поопо (на испански: Lago Poopó) е безотточно солено езеро в Боливия, в Централните Анди, разположено на 3686 m н.в., на 130 km южно от град Оруро.
Площта му е непостоянна и е средно около 2337 km², като колебанията на нивото му през годините достигат до 20 m. В езерото се влива река Десагуадеро, изтичаща от езерото Титикака. Освен нея то се подхранва и от още няколко малки реки Маркес, Севаруйо и др. Бреговете му са заблатени, а водата е мътна и засолена. По време на дъждовния сезон, но не всяка година, част от водите му се изливат в река Лакахауира, течаща на запад и вливаща се в соленото и периодически пресъхващо езеро Салар де Койпаса.
Високото надморско равнище, малката дълбочина (около 3 м), изключително сухият климат в района и ниското количество на дъждовете оказват силно влияние на нивото на водата в езерото. През 1962 г. подхранващата го река Десагуадеро променя своето русло и започва да се влива в езерото Уру-Уру, разположено северно от Поопо, което още повече спомага за неговото засоляване и намаляване на площта и обема. През 2016 г. от Европейската космическа агенция обявиха, че сателитни данни потвърждават пълното му изпаряване. Поопо е място за почивка на много прелетни птици включително и фламинго.
През последния ледников период в Андите (преди около 11 – 13 хил. г.) езерото Поопо е било част от огромното ледниково езеро Балливян (на испански: Ballivián). То е включвало териториите на днешните езера Поопо и Титикака и околните солени пустини.